# 释之街道
释之街道是中华人民共和国河南省南阳市方城县下辖的一个街道办事处。

## 行政区划
释之街道下辖以下村级行政区划单位：
民权街社区、和平街社区、北关村、新民村、顺城关村、韦庄村、西关村和南关村。